# Valentin Ngbogo
Valentin Ngbogo (* 14. Februar 1969) ist ein ehemaliger zentralafrikanischer Sprinter.

## Sportliche Laufbahn
Valentin Ngbogo trat bei den Olympischen Sommerspielen 1992 in Barcelona an. In den Wettläufen über 100 m und 200 m schied er in den Vorläufen aus.